# アーネスト・ペイン
アーネスト・ペイン（Ernest Payne、1884年9月23日 - 1961年9月10日）は、イングランド、ウスター出身の自転車競技（トラックレース）選手、サッカー（フォワード）選手。
英語圏では、アーニー・ペイン（Ernie Payne）とも呼ばれていた。

## 来歴
1905年
- イギリス選手権
  - 1マイル 優勝
  - 1/2マイル 優勝

1908年
- ロンドンオリンピック・団体追抜 優勝（+ ベンジャミン・ジョーンズ、クラレンス・キングスバリー、レオン・メレディス）
- その後、マンチェスター・ユナイテッドFCの選手となり、1909年2月27日に行われた、フットボールリーグ（第1部）のノッティンガム・フォレストFC戦がデビュー戦となった。

1909年
- 3月15日、フットボールリーグのサンダーランドAFC戦でゴールを決めたが、同年6月にマンチェスター・ユナイテッドFCを退団。

その後はウスター・シティFCに転じてプレーを続けた。